# Tu assassina que nosaltres netejarem la sang
Tu assassina que nosaltres netejarem la sang (títol original: Curdled) és una pel·lícula estatunidenca dirigida per Reb Braddock i produïda per Quentin Tarantino, estrenada l'any 1996. Ha estat doblada al català.

## Argument
Gabriella ha estat força interessada, quan era petita, per l'espectacle d'una defenestració. Des d'aleshores, experimenta una passió mòrbida pels successos sagnants, en particular aquells amb decapitació, demanant-se sobretot si és exacte que els caps de decapitats poden parlar alguns segons després de la mort. Gabriella es contractada en una petita empresa especialitzada en la neteja dels llocs del crim. Una de les seves primeres missions és la neteja d'un pis on ha estat assassinada una de les víctimes d'un assassí en sèrie que escapa a la policia i que té el malnom de "l'assassí del llistí telefònic de l'alta societat". Tot netejant, descobreix una inscripció deixada per la víctima però, acuitada per la seva col·lega, la camufla esperant de poder tornar. El vespre, després d'haver estrenada amb el seu amic, Gabriella vol visitar el lloc del crim; hi va doncs, però l'assassí hi és perquè, sabent que la seva víctima havia inscrit un nom amb la seva sang, ha vingut a esborrar-ho. Amagat al soterrani, té tots els problemes del món per sortir-ne. L'amic embogit fuig i Gabriella resta sola i efectua una dansa extàtica. L'assassí, finalment alliberat del seu amagatall, es lliura a un joc perillós amb Gabriella, també fascinada per aquest personatge que li fa por. Després d'haver imitat junts tots els gestos que l' han conduït a l'assassinat, l'assassí busca el cop fatal però rellisca i es mata en la seva caiguda. Gabriella aprofita llavors que està inanimat per tallar-li el cap amb un ganivet, després d'haver connectat un magnetòfon. Tenint el cap a l'extrem de braç i les seves mans ensangonades, Gabriella sent murmurar: "Ga-bri-el-la". Però sens dubte no és més què un començament.

## Repartiment
- Angela Jones: Gabriela
- William Baldwin: Paul Guell
- Bruce Ramsay: Eduardo
- Lois Chiles: Katrina Brandt
- Barry Corbin: Lodger
- Mel Gorham: Elena
- Kelly Preston: Kelly Hogue
- George Clooney: Seth Gecko (Cameo fotogràfic no surt als crèdits)
- Quentin Tarantino: Richard Gecko (cameo fotogràfic no surt als crèdits)

## Al voltant de la pel·lícula
- Sang-freda és el remake d'un curt dirigida per Reb Braddock el 1991. Tarantino hauria observat l'actriu Angela Jones en aquest curt abans de donar-li un petit paper (Esmeralda Villalobos, la taxista) a Pulp Fiction.
- Els personatges de Seth Gecko (George Clooney) i de Richard Gecko (Quentin Tarantino) apareixen en fotografia. Són en principi presents a Obert fins a la matinada dirigida per Robert Rodriguez i escrita per Quentin Tarantino.[3]